# 시세 동향 그래프

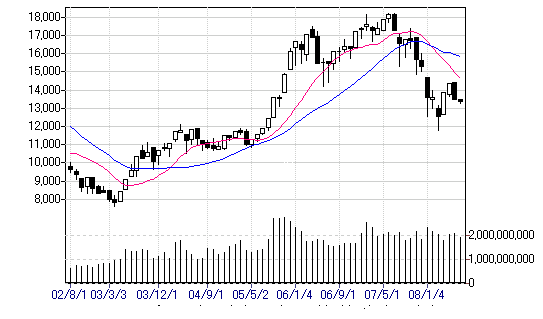
삼존천정(三尊天井)을 찍은 닛케이 225 차트

시세 동향 그래프(일본어: 罫線表)는 주로 주식, 상품 거래, 환율 등의 시세를 관측할 목적으로 가격 등의 정보를 나타낸 그래프이다. 그래프으로 나타내는 정보의 종류, 작성 방법 등에 따라 다양한 종류가 존재한다.

## 이용
시세 동향 그래프는 도표 뿐만 아니라 그 양상을 분석함으로써 장래의 시장 가격 변동을 예측하는 해석을 수반하고 있는 것이 일반적이다. 과거 시세의 가격 변동을 활용해 미래를 예측하는 것을 기술적 분석이라고 하는데, 시세 동향 그래프를 이용하면 이를 분석할 수 있다.
가격 움직임 뿐만 아니라 거래량, 이동평균선 등 다른 지표들을 동시에 분석하여 미래의 주가를 예측하는 데 사용할 수 있다.

## 같이 보기
- 주식
- 주가